# 大森実頼
大森 実頼（おおもりさねより、生没年不詳）は、室町時代から戦国時代の武将。扇谷上杉家の家臣。大森氏当主。相模小田原城城主。
堀越公方足利政知と渋川義鏡の讒言によって室町幕府8代将軍足利義政から父・氏頼や三浦時高・千葉実胤と共に謀叛の疑いを受ける。これに憤って寛正5年（1464年）5月に隠退してしまうが、太田道灌の奔走と義政の慰留で復帰した。以後、道灌に従って長尾景春・豊島泰経・千葉孝胤らと戦うが、若くして没した。
没日については、文明15年（1483年）7月16日説と文明18年（1486年）10月19日説とがある。